# Silvia Grosu Jelescu
Silvia Grosu Jelescu (n. 24 februarie 1932, comuna Țibănești, Brăila - 22 februarie 1994, Giurgiu) a fost o pictoriță română, membră a Uniunii Artiștilor Plastici din România.

## Educație
Studiile primare le-a absolvit în comuna natală, apoi Școala normală din Brăila.
A urmat cursurile Institutului de Artă Plastică „Ion Andreescu” din Cluj (anii I-IV).
A absolvit Institutul de Arte Plastice „Nicolae Grigorescu” din București (anii V-VI) în 1958, la clasa maestrului Alexandru Ciucurencu.
Începând cu anul 1960 a participat la toate expozițiile și saloanele anuale republicane de pictură, precum și la expozițiile de grup ale județului Ilfov ce se deschideau anual în Giurgiu sau în București.
În 1968 a devenit membru definitiv al Uniunii Artiștilor Plastici.
Între anii 1958-1987 a fost profesoară de arte plastice la Școala de Muzică și Arte Plastice din Giurgiu. După pensionare, a continuat activitatea expozițională și a menținut legătura de mentorat artistic.

## Activitate
S-a căsătorit cu profesorul de matematică Aurel Jelescu și s-a mutat în Giurgiu.
A predat cursuri de pictură în Giurgiu, alături de profesorul-pictor Tiberiu Marianov.  A fost profesoară pentru artiști plastici precum Petra Șerbănescu Tănase și Mariana Palea.
Temele principale din lucrările sale sunt: peisajele, nudurile, natura moartă.

## Expoziții

### Expoziții de grup:
- 1971 - Alexandria
- 1972 - Brăila
- 1972 - Bacău
- 1973 - Mamaia
- 1975 - Medgidia
- 1975 - București
- 1978 - București
- 1987 – Giurgiu
- 1975 - Bagdad (Irak)
- 1983 - Olanda (Utrecht)
- 1985 - Olanda (Arnhem)

### Expoziții personale:
- 1964 - Giurgiu, ulei și pastel
- 1965 - București, Galateea, ulei și pastel
- 1972 - Brăila, ulei și pastel
- 1972 - București, Galateea, ulei și pastel
- 1974 - Giurgiu, ulei
- 1974 - București, Căminul Artei, acuarelă
- 1975 - Giurgiu, acuarelă
- 1977 - București, Simeza, ulei, acuarelă
- 1979 - București, Galeriile de Artă ale Municipiului, ulei, acuarelă
- 1982 - București, Galeriile de Artă ale Municipiului, ulei, pastel
- 1985 - București, Galeriile de Artă ale Municipiului, ulei, pastel
- 1985 - Giurgiu, ulei, pastel
- 1992 - București

## Omagiu
În anul 2002 foștii săi elevi au organizat o expoziție In memoriam - Silvia Grosu Jelescu, cu lucrări din colecții particulare.
În anul 2005, galeriile de artă din centrul orașului Giurgiu au primit numele „Galeriile Silvia Grosu Jelescu”, prilej cu care s-a realizat o expoziție In memoriam și un album în format electronic. Soțul artistei, profesor Aurel Jelescu, a oferit material documentar și lucrări din colecția proprie.
În 2009 a primit titlul post-mortem de Cetățean de Onoare al Municipiului Giurgiu.
Ambasada României în Regatul Țărilor de Jos a organizat în martie 2013 O seară românească de primăvară dedicată celebrării internaționale a Francofoniei la Haga, prilej cu care au fost expuse lucrările Silvie Grosu Jelescu.
În 2019 a fost inclusă în expoziția tematică Vârsta fără vârstă - Universul copilăriei organizată de Muzeul Județean Botoșani la Galeriile de Artă „Ștefan Luchian” din Botoșani.
Institutul Cultural Român a organizat în 2021 la Budapesta o expoziție de artă vizuală, în care au fost incluse și tablourile Silviei Grosu Jelescu.
În 2022 a fost organizată Expoziția temporară Felicitări la Secția Muzeală Etnografie din Brăila, cu lucrări de Silvia Grosu Jelescu și Emilia Dumitrescu.